# Praga Alfa
Praga Alfa byl typ osobního automobilu vyráběný Automobilním oddělením První českomoravské továrny na stroje v Praze-Libni mezi lety 1913 až 1942. Vůz patřil k jedněm z nejdéle vyráběných modelů značky. 

## Historie
Alfa byla původně koncipována jako levnější a menší doplněk k modelům vozů Praga Grand a Mignon, „lidový vůz“ pro masový trh, který kombinuje cenovou dostupnost s rozumnou úrovní pohodlí a praktičnosti. Konstrukce vyvinutá týmem pod vedením Františka Kece, kombinovala páteřový rám se zcela nezávislým zavěšením a motorem s bočními ventily.  Prodeje zahájené roku 1913 byly úspěšné, všechna vozidla vyrobená v prvním roce se ještě v tom samém roce prodala. Výroba byla zastavena kvůli začátku první světové války a následnému přechodu na válečnou výrobu, obnovena pak byla v roce 1923.  V září 1927 byla představena Alfa s větším šestiválcovým motorem a v říjnu 1937 následoval zcela nový model.
Celkem bylo vyrobeno 9 257 vozů. 

### Alfa 5/15HP
První Alfa byla uvedena na trh v roce 1913. Motor umístěný vpředu poháněl zadní kola prostřednictvím čtyřstupňové manuální převodovky. Rozvor náprav byl 2650 mm a přední a zadní pás byly každý 1100 mm. Vybavena byla 1 130 cm řadovým čtyřválcovým motorem o váze 758 kg  a síle 11 kW (15 HP), umožňující maximální rychlost vozu 56 km/h. Spotřeba paliva byla přibližně 10 l/100 km. Motor měl vrtání 60 mm a zdvih 100 mm. Každý válec měl dva boční ventily. Karoserie phaeton byla vybavena třemi dveřmi a čtyřmi sedadly. Celková hmotnost vozu byla 750 kg. Výroba trvala jeden rok, než mobilizace pro první světovou válku zastavila činnost na civilních autech. 
V nové ekonomické realitě nově vzniklého poválečného Československa se dovoz kritických komponentů pro výrobu osobních vozů, jako jsou např. pneumatiky, ukázal jako drahý. Přestože společnost přežila válku, výroba se soustředila spíše na vozidla jako pluhy a silniční válce než na automobily. Výroba Alfy byla obnovena v roce 1923 s nezměněným designem. Cena vozu ihned po výrobě byla 50 000 Kč. Model byl mírně vylepšen v roce 1925, přibyly brzdy na přední kola a soška běžce držícího v natažených pažích vavřínový věnec upevněná na novém poniklovaném chladiči.

### Alfa 8/25HP
V roce 1927 došlo k první radikální přestavbě Alfy, která mj. spočívala ve výměně čtyřválcového za vodou chlazený 25/34HP šestiválcový motor s odnímatelnou hlavou se spalovacími jednotkami Ricardo. Jednalo se o nejmenší šestiválcový motor vyráběný v tehdejší ČSR. Měl tuhé nápravy, bubnové brzdy a vpředu uloženou čtyřicetilitrovou palivovou nádrž. Maximální rychlost vzrostla na 80 km/h, spotřeba paliva pak na 11l/100 km. Rozvor byl prodloužen na 2 900 mm a na ni usazena nová čtyřdveřová karoserie phaeton, 4 100 mm dlouhá a 1530 mm široká a vážící 1 150 kg. V úpravě sedan se šesti okny byl vůz 1,7 m vysoký a vážil 1 250 kg. Pořizovací cena vozu potom byla 64 000 Kč. V letech 1927 až 1929 bylo vyrobeno 2500 vozů.
V roce 1929 byla představena vylepšená verze s 1795 cm šestiválcem o výkonu 25 kW/36 HP, roku 1932 potom s motorem 28 kW/38 HP. Maximální rychlost vzrostla na 90 km/h a spotřeba paliva stoupla na 14 l/100km.
Mezi lety 1924–1940 automobilka Praga vyráběla taktéž lehké nákladní vozy konstrukčně vycházející z osobního modelu Praga Alfa s názvem Praga AN (Alfa Nákladní).